# Галиссар де Мариньяк, Жан Шарль
Жан Шарль Галиссар де Мариньяк (фр. Jean Charles Galissard de Marignac; 24 апреля 1817, Женева — 15 апреля 1894, там же) — швейцарский химик.
Член-корреспондент Парижской академии наук (1866), иностранный член Лондонского королевского общества (1881).

## Биография
Окончил в 1839 году Парижскую высшую горную школу; профессор Женевского университета (1841—1878).
В 1866—1877 годах он вёл ожесточённую полемику с саксонским химиком Иосифом Рудольфовичем Германом, в которой отрицал существование ильмения якобы открытого Германом; обсуждаемый элемент сейчас известен как технеций.

## Работы
Проверяя гипотезу Праута, определил в 1842—1883 годах атомные массы 29 элементов. В 1866 году разработал способ разделения ниобия и тантала. В 1878 году открыл окись иттербия и в 1880 году — окись неизвестного редкоземельного элемента, позже названную (1886) окисью гадолиния (см. Лантаноиды).